# Finala Campionatului European de Fotbal 1972
Finala Campionatului European de Fotbal 1972 s-a disputat între Germania de Vest și Uniunea Sovietică. Echipa germană a ajuns pentru prima dată în finală și a câștigat primul său titlu continental. Pentru sovietici, a fost a treia finală disputată, ei fiind câștigători ai primei ediții în 1960. În plus, URSS a participat pentru a patra oară consecutiv la turneul final.
Turneul final s-a disputat în Belgia. În semifinale, Germania de Vest i-a eliminat pe belgieni, gazde ale competiției, la Anvers (2-1), în timp ce URSS a învins Ungaria la Bruxelles (1-0). Cele două finaliste se înfruntaseră cu mai puțin de o lună înainte de acest meci, într-un meci amical, pe 26 mai 1972, la Munchen, nemții câștigând clar (4-1) toate golurile fiind marcate de Gerd Müller.
În finala de pe stadionul Regele Boudoin din Bruxelles la care au asistat 43.437 de spectatori și care a fost arbitrată de Ferdinand Marschall din Austria, Germania s-a impus cu 3-0.

## Detalii
| Germania de Vest               | 3–0    | Uniunea Sovietică |
| ------------------------------ | ------ | ----------------- |
| - Müller 27', 58' - Wimmer 52' | Raport |                   |

| Germania de Vest | Uniunea Sovietică |

| GK           | 1  | Sepp Maier               |     |
| SW           | 5  | Franz Beckenbauer (c)    |     |
| RB           | 2  | Horst-Dieter Höttges     |     |
| CB           | 4  | Hans-Georg Schwarzenbeck |     |
| LB           | 3  | Paul Breitner            |     |
| DM           | 6  | Herbert Wimmer           |     |
| CM           | 8  | Uli Hoeneß               |     |
| CM           | 10 | Günter Netzer            | 44' |
| RW           | 9  | Jupp Heynckes            |     |
| LW           | 11 | Erwin Kremers            |     |
| CF           | 13 | Gerd Müller              |     |
| Selecționer: |    |                          |     |
| Helmut Schön |    |                          |     |

| GK                  | 1  | Ievhen Rudakov       |     |     |
| RB                  | 2  | Revaz Dzodzuașvili   |     |     |
| CB                  | 3  | Murtaz Hurțilava (c) | 66' |     |
| CB                  | 12 | Volodimir Kaplihnîi  | 44' |     |
| LB                  | 13 | Iuri Istomin         |     |     |
| CM                  | 7  | Volodimir Troșkin    |     |     |
| CM                  | 6  | Viktor Kolotov       |     |     |
| CM                  | 14 | Anatoli Konkov       |     | 46' |
| RW                  | 8  | Anatoli Baidahnîi    |     |     |
| LW                  | 18 | Volodimir Onîșcenko  |     |     |
| CF                  | 9  | Anatoli Banișevski   |     | 66' |
| Înlocuiri:          |    |                      |     |     |
| MF                  | 15 | Oleg Dolmatov        |     | 46' |
| FW                  | 11 | Eduard Kozînkevici   |     | 66' |
| Selecționer:        |    |                      |     |     |
| Oleksandr Ponomarov |    |                      |     |     |